# 北邦野草園事件
北邦野草園事件（ほっぽうやそうえんじけん）は、2019年（令和元年）10月8日、北海道上川郡鷹栖町にある北邦野草園の駐車場で発生した銃砲刀剣類所持等取締法違反での起訴及び、無罪判決となった刑事事件である。
駐車場にて70歳男性が車内で休憩中、防犯警戒で巡回していた警察官二人に職務質問された。ハッチバックを開けるように言われ、透明ケースに入ったノコギリと新聞で覆われた鎌を発見したとして銃刀法違反として問われ書類送検・起訴された。2021年12月、地方裁判所は所持ついて『正当な理由』があるとして無罪が言い渡された。
争点となった銃刀法の『業務その他正当な理由』をめぐり、2003年3月に最高裁判所の判断された「軽犯罪法違反被告事件」の軽犯罪法の解釈を引用し論争となった。

## 概要
2019年（令和元年）10月8日、現場は北海道上川郡鷹栖町にある北邦野草園の駐車場である。旭川市に住む70歳男性がドライブ途中に車内でIPadで動画を見ながら休憩をしていた。
午前11時頃、パトカーが来て男性の乗る軽自動車の近くに止まり二人の警察官が降りて近づいてきた。警察官は「防犯警戒で回っています。危ないものがないか確認させてください」として免許証の提示と後ろ（ハッチバック）を開けるよう高圧的に求められた。警察官は助手席の後ろから透明ケースに入ったノコギリ（刃体約19.5センチ）と新聞で覆われた鎌（刃体約15.6センチ）を発見し、銃刀法違反に問い任意同行を求めその後、書類送検した。

## 背景
男性は同年8月に草刈りを行い、車内に道具を積んだままにしていた。自宅がアパートの2階にあり持ち運ぶことが手間だったうえ、すぐに草刈りを行うだろうと考えていたため車内にそのままにされていた。警察官の質問に対し「いつか使う予定だが、今日使う予定はない」と答えていた。

## 事件経過
検察から2度聴取のため呼ばれ、ノコギリと鎌の所有権を「放棄すれば起訴しない」と　言われたが応じなかった為、起訴された。検察側は「2カ月という長期間にわたり、携帯し続けていたことから悪質」とし、罰金10万円を求刑した。
検察側は2009年（平成21年）3月26日、催涙スプレーをズボンのポケットに隠して携帯する事に対し軽犯罪法違反に問われた事件『軽犯罪法違反被告事件』を引用し、「近日中に使用する予定はないとのことだった。正当な理由はない」と主張。弁護側も同じ事件から引用し「1週間以内にいとこの草刈りや廃材処理で鎌とノコギリを使う予定だったため、正当な理由がある」と主張した。

## 司法判断
2021年12月、旭川地方裁判所の三澤節史裁判長は所持ついて「（摘発の）2カ月前とはいえ、正当な使用実績が裏付けられていて、数日後に従前同様の使用が予定されている刃物について、自動車内に刃体に新聞紙を被せる（のこぎりにはさらに内側にビニールカバーを被せる）形で搭載していた被告人の行為については、業務その他正当な理由があったと解されるべきである」として無罪が言い渡された。
検察側は控訴を断念し、無罪が確定した。男性の代理人、中村元弥弁護士は控訴断念について「高裁でこの判決が確定して大きく取り上げられると影響が大きいので避けたいと考えたのではないか」と主張している。

### 軽犯罪法違反被告事件での『正当な理由』について
被告人に対し最高裁は無罪判決を下した理由として、
とした上で、催涙スプレーが人に害を加える器具として明らかではあるが、本社から銀行まで証券や多額の金額の現金を運ぶ際、襲われたときに自己や証券等を守るため購入しポケットに所持していた点などを相当な行為とし『正当な理由』とした。